# Jean d'Espagnac
Jean Espagnac, francoski general, vojaški teoretik in vojaški zgodovinar, * 1713, † 1783.
1. 1 2  data.bnf.fr: platforma za odprte podatke — 2011.
2. 1 2  GeneaStar